# 23791 Kaysonconlin
23791 Kaysonconlin là một tiểu hành tinh vành đai chính với chu kỳ quỹ đạo là 1323.2870362 ngày (3.62 năm).
Nó được phát hiện ngày 17 tháng 8 năm 1998.